# Roger Nichols
Pour les articles homonymes, voir Nichols.
Roger Nichols est un musicologue britannique né le 6 avril 1939 à Ely.

## Biographie
Roger David Edward Nichols naît à Ely (Cambridgeshire) le 6 avril 1939.
Il étudie à Oxford, entre 1959 et 1964, auprès d'Edmund Rubbra et Frederick Sternfeld, puis enseigne au Bishop's Stortford College (en), entre 1964 et 1966, puis au St Michael's College, Tenbury (en), entre 1966 et 1973. Il est ensuite Haywood Research Fellow à l'Université de Birmingham, entre 1974 et 1976, et professeur de musique à temps partiel à l'Open University, entre 1975 et 1976, chargé de cours de musique à l'University College of Wales en 1976 puis à l'université de Birmingham en 1978,.
En 1980, Roger Nichols devient auteur et traducteur indépendant dans le domaine de la musique classique,. Ses recherches portent principalement sur la musique française depuis 1870.
Depuis 1976, il produit régulièrement sur BBC Radio 3 des émissions consacrées à la musique française depuis Berlioz. Il est notamment l'auteur de documentaires consacrés à Arthur Honegger, Alfred Cortot, Maggie Teyte et Benno Moiseiwitsch, et d'une série, The Harlequin Years, consacrée à la musique à Paris de 1917 à 1929.
Roger Nichols a également dirigé une série d'éditions critiques des œuvres pour piano solo de Ravel, des œuvres pour piano et de musique de chambre de Satie, et des mélodies de Duparc, et traduit les correspondances de Berlioz et de Debussy. Il est aussi critique musical pour BBC Music Magazine (en) depuis 2007,.
Pour services rendus à la culture française, il est nommé chevalier de la Légion d'honneur.

## Publications
Parmi les écrits de Roger Nichols, figurent notamment :
- Debussy (Londres, 1972/R) ;
- Messiaen (Londres, 1975, 2/1986) ;
- Ravel (Londres, 1977) ;
- Debussy Letters (Londres, 1987), trad., avec François Lesure ;
- Ravel Remembered (Londres, 1987), éd. ;
- Claude Debussy: Pelléas et Mélisande (Cambridge, 1989), éd., avec Richard Langham Smith (en) ;
- Debussy Remembered (Londres, 1991) ;
- Conversations with Madeleine Milhaud (Londres, 1996) ;
- Mendelssohn Remembered (Londres, 1997) ;
- The Life of Debussy (Cambridge, 1998) ;
- From Berlioz to Boulez (Londres, Kahn & Averill, 2022)[3].